# Lavern
Lavern es un núcleo de población del municipio de Subirats, Alto Penedés, en la provincia de Barcelona, Cataluña, España. A unos 250 metros de altitud, totalmente rodeado de viñedos de la zona del Penedés especialmente para la elaboración de cava.

## Fiestas
- Fiesta mayor, fin de semana cercano a San Juan.[2]

## Lugares de interés
- Iglesia parroquial de San Pedro, estilo neorrománico.[1]
- Torrota del moro.[3]
- La font clara
- La plaça del cafe

## Transportes

### Ferrocarril
Lavern cuenta con una estación de la Renfe, en 2016 se hizo una remodelación de la estación con un presupuesto de un millón de euros.

## Referencias

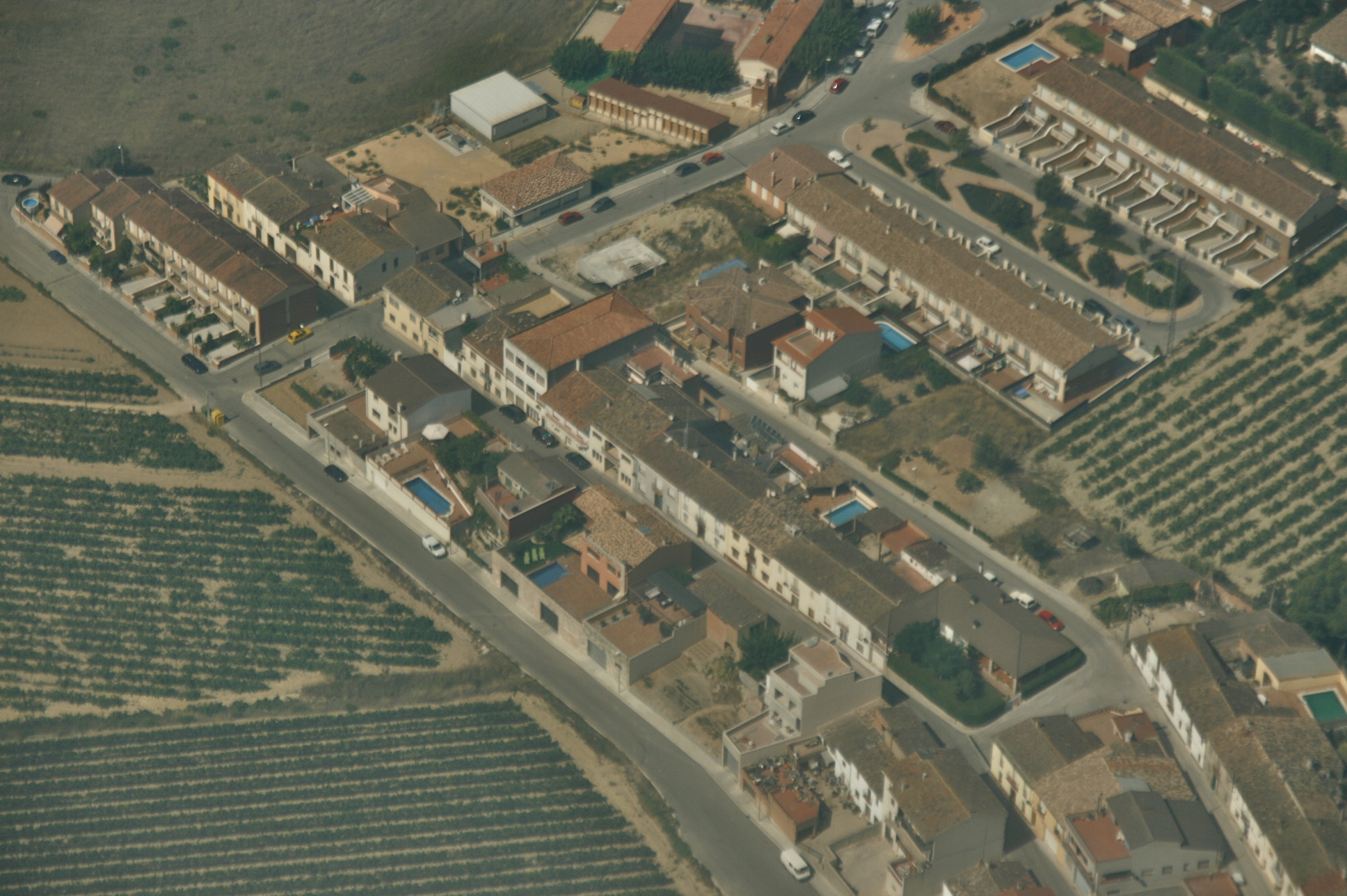
Vista aérea de Lavern.